# Roben & Knud
 Der er for få eller ingen kildehenvisninger i denne artikel, hvilket er et problem. Du kan hjælpe ved at angive troværdige kilder til de påstande, som fremføres i artiklen.

Roben & Knud er et dansk pop-/rockband (kvartet), bestående af musikerne Rasmus Normann Nielsen (Roben), Anders Vibholm (Knud), Morten Brix (Papa Soleil) og Andreas Nielsen (Haßan O.). 

## Stil
Bandet er karakteriseret ved deres humoristiske sange, som ofte handler om dyr. Kvartetten er nok mest kendt for sange som "Uranhjorten", "Darwins Sang (Det Farligste Dyr)", "Tine Pingvin", "Hej lille tulipan" og "Puma (Stork)". Men nyere sange som "Fald Nu Ned Hanne", "Pippi" og "Sommerfugl" har også opnået popularitet blandt bandets fans.

## Baggrund
Roben & Knud blev stiftet i 1997 i forbindelse med en koncert på det københavnske spillested, Rust. Her skulle Morten Brix skaffe et opvarmningsband og inviterede derfor to dengang ukendte gutter fra Farum (Rasmus og Anders), som (sagde rygtet) skrev nogle skøre tekster. De to sagde ja, og Morten tilbød selv at spille med og fik også bassisten Andreas med på den spontane ide.
De fire nåede ikke at øve sammen. Men kemien mellem dem var på plads med det samme, og siden har kvartetten ved flere lejligheder hævdet, at de på grund af den hovedkulse debut har valgt, aldrig at øve op til koncerter.
Roben & Knud opnåede hurtigt stor popularitet i Danmark, og succesen fortsatte ind i det nye årtusinde. Siden den første koncert på Rust (på Nørrebro) har bandet spillet koncerter på festivaler og venues over hele landet; blandet andet Roskilde Festival, Smukfest, Midtfyns Festival, Langelandsfestival, Jelling Musikfestival og Nibe Festival og mange flere.

## Historie
Roben & Knud slog for alvor igennem med debutalbummet Roben & Knud og singlen "Tine Pingvin" i 1998. Succesen blev ikke mindre med opfølgeren Morseper udgivet i 2001, og det hele kulminerede med en stor koncert på Roskilde Festival i 2002. Morseper blev nomineret i kategorien "Årets danske entertainment" ved Danish Music Awards 2002.
Efter udgivelsen af Vivaldi & ven i 2003, som fik meget dårlige anmeldelser, besluttede bandet at stoppe, men holdt dog en række afskedskoncerter. De begyndte dog kort tid efter med både at indspille sange og spille koncerter igen, hvad de fortsat gør - dog i mindre omfang i forhold til tidligere. 
Roben og Knud har dog optrådt på Smukfest i 2002, 2001, 2004, 2009 og 2013, på Jelling Musikfestival i 2003 og 2004 samt på Nibe Festival i 2017.
Kvartetten udgiver fortsat nye sange og spiller jævnligt koncerter - ofte på hjemmebanen i Pumpehuset i København.
24. januar 2023 udkom protestsangen "Vladimir" og 28. november samme år kunne fans også føje sangen "Chicken Banana" til sangbogen.

## Medlemmer
- Rasmus Normann Nielsen (Roben): Vokal og guitar
- Anders Vibholm (Knud): Trommer og vokal
- Morten Brix (Papa Soleil): Guitar, blokfløjte, harmonika og vokal.
- Andreas Nielsen (Haßan O.): Bas

## Album

### Studiealbum
- Roben & Knud (1998)
- Morseper (2001)
- Vivaldi & ven (2004)
- Hallo Haremis (What's on Your Bloody Mind?) (2009)
- Vidunderlig Misundelig (2024)

### Opsamling & Live
- OK vimpel! (2004) (med livemateriale fra Roskilde Festival 2002)

### EP'er
- Navarones Kalkuner (EP) (2014)
- Mephisto (EP) (2020)

### Singler
- Heat in the seat  (2017)
- Man of the Day in Cloudsauce  (2020)
- Persillesovs (2021)
- Maskeper (2021)
- Vladimir (2023)
- Chicken Banana (2023)

## Merchandise
Bandet har gennem tiden lavet forskelligt merchandise, heriblandt den legendariske "kløtrøje".
Kløtrøjen (som er en T-shirt) findes i flere forskellige farver. Kløtrøjen har på ryggen en række felter med motiver fra Roben & Knuds sange, der kan benyttes enten til at beskrive, hvor det klør ("kan du ikke være sød at klø mig i pighvaren?").
Desuden har de udgivet en sangbog (2021) med deres bedst kendte sange. 
Roben & Knud sælger t-shirts og sangbøger i egen webshop og i forbindelse med deres koncerter.